# Pidonia takahashii
Pidonia takahashii là một loài bọ cánh cứng trong họ Cerambycidae.